# Графство Дельменхорст
Графство Дельменхорст (нем. Grafschaft Delmenhorst) — территория Священной Римской империи со столицей в городе Дельменхорст. С XIII по XVI вв. трижды выделялось из состава графства Ольденбург.

## История
Замок Дельменхорст был построен графом Ольденбурга Оттоном I и его племянником Иоганном I, впервые упоминается в 1254 г. С конца XIII в. стал резиденцией младшей ветви Ольденбургской династии, получившей собственное княжество.
Старшая линия графов Дельменхорст существовала с 1281 по 1447 г. Отто IV из-за долгов передал графство в залог архиепископству Бремена в 1414 г., 20 декабря 1420 г. его наследник граф Николай передал замок и владения Дельменхорст архиепископству, который затем получил обратно в качестве феода и был избран архиепископом капитулом Бременского собора в 1421 году. Он был взят в плен после битвы при Детерне в 1426 году и был вынужден уйти с поста архиепископа в 1436 году. После его смерти Дельменхорст был объединен с Ольденбургом, чей правитель Герхард VI купил графство за 2 тыс. гульденов.

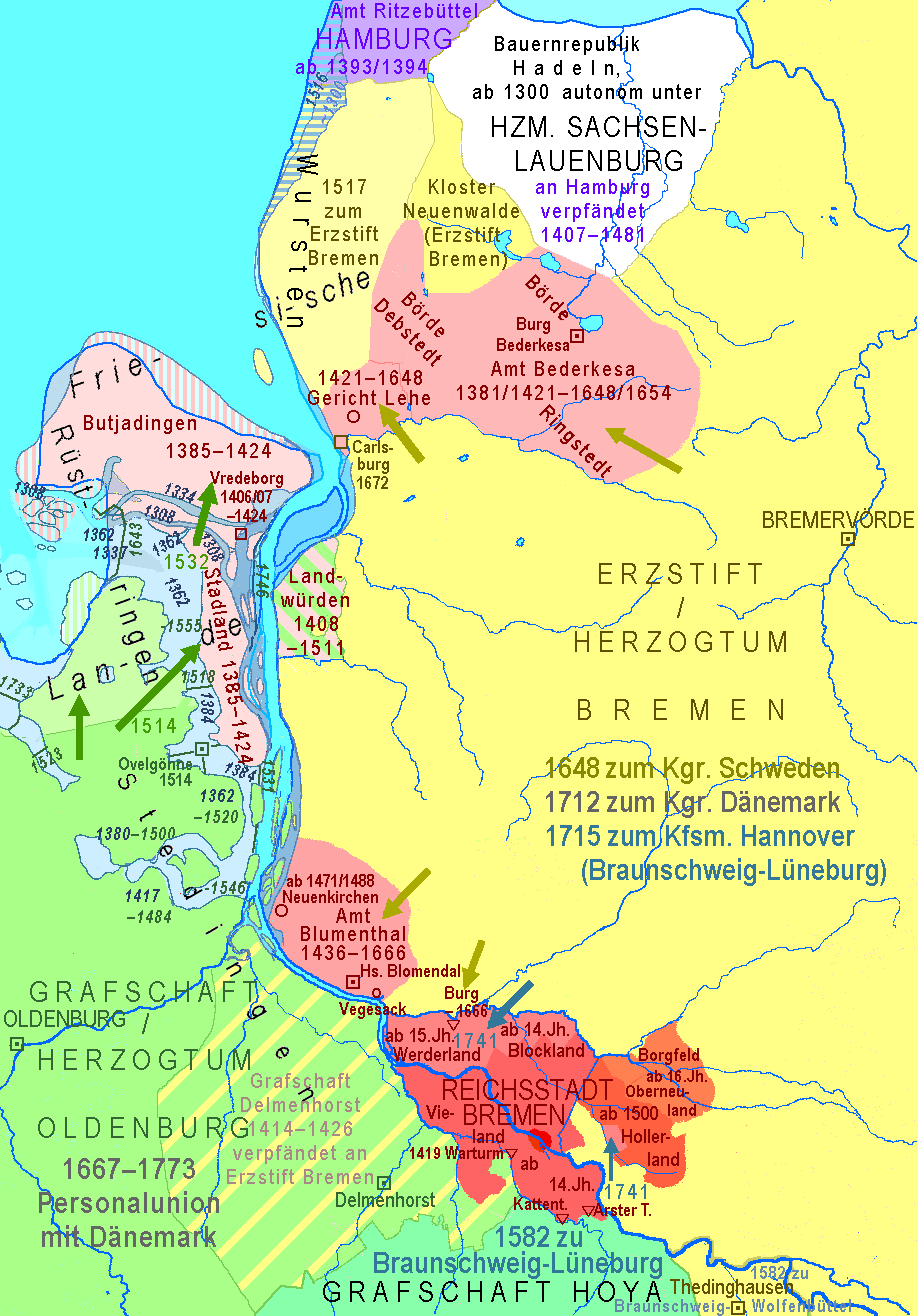
Графство Дельменхорст в XIV - XVIII вв.

Средняя линия в лице Морица III просуществовала лишь с 1463 по 1464 г. После смерти Морица властью от имени его несовершеннолетнего наследника Якоба осуществлял Герхард VI. Епископ Мюнстера Генрих III завоевал графство в 1482 г., свою роль сыграли и организованные графом Ольденбурга и поддерживаемые Якобом грабежи купцов.
Во время междоусобицы между Мюнстером и Ольденбургом в 1538 г. княжество-епископство смогло удержать Дельменхорст, в ходе Шмалькальдской войны в 1547 г. уступил территорию графу Ольденбурга Антону I.
После смерти Антона I власть взял над двумя графствами взял его старший сын Иоганн VII. 3 ноября 1577 года его младший брат Антон II получил графство Дельменхорст и другие владения по соглашению о разделе, из-за продолжавшихся споров в 1597 г. имперский надворный совет подтвердил полное выделение графства из Ольденбургского графства. Младшая линия завершилась со смертью его сына Кристиана IX в 1647 г., после чего графство вернулось под власть Ольденбурга. Графство было участником в имперской графской коллегии Нижнего Рейна-Вестфалии.
В 1667 г. после смерти графа Ольденбурга Антона Гюнтера оба графства перешли к Дании, управлявшей ими через германскую канцелярию в Копенгагене. С 1711 по 1731 год графство принадлежало курфюршеству Ганновер. В 1774 г. по разрешившему Готторпский вопрос Царкосельскому трактату графства Ольденбург и Дельменхорст были обменены датской королевской семьей в обмен на Шлезвиг-Гольштейн. Состоявшееся в 1777 г. возведение Ольденбурга в статус герцогства положило конец независимости Дельменхорста.
В конце 1810 г. герцогство было аннексировано Францией и присоединено к новому департаменту устье Везера. После 1815 года и окончания французской оккупации Дельменхорст снова стал частью Ольденбурга.

## Правители

### Старшая линия
- 1278—1304: Оттон II (1238—1304) ⚭ Ода Штернберг
- 1304—1347: совместное правление Иогана I (1294—1347) ⚭ Кунигунды Вёльпе и Кристиана I (1294—1355) ⚭ Елизавете Ростокской
- 1347—1355: Кристиан I
- 1355—1374: Оттон III (1337—1374) — какое-то время, вероятно, совместно с Кристианом II (1335—1367)
- 1374—1380: регентство Хельвиги Хойи
- 1380—1418: Оттон IV (1367—1418) ⚭ Рикарда Текленбург
- 1418—1436 (с 1420 по 1436 гг. — вассал Бременского архиепископства): Николай II (ум. 1447 г.)

### Средняя линия
- 1463—1464: Мориц III (р. 1428 — ум. 1464) ⚭ Катарина Хойя

### Младшая линия
- 1597—1619: Антон II (1550—1619) ⚭ Сивилла Елизавета Брауншвейг-Данненберг
- 1619—1633: регентское правление Сивиллы Елизаветы
- 1633—1647: Кристиан IX (1612—1647)